# Michael Moriarty
Michael Moriarty (Detroit, 5 aprile 1941) è un attore statunitense.

## Biografia
Dopo essersi diplomato alla London Academy of Music and Dramatic Arts a Londra, iniziò a muovere i primi passi nel mondo dello spettacolo lavorando in produzioni teatrali e televisive.
Dopo l'esordio al cinema all'inizio degli anni settanta, nel 1973 recitò insieme a Robert De Niro nel film Batte il tamburo lentamente e, nel 1978, vinse il Golden Globe per la sua interpretazione di Erik Dorf nella miniserie TV Olocausto. Negli anni ottanta fu protagonista in alcuni film horror diretti da Larry Cohen, tra cui il terzo capitolo della saga di Baby Killer. 
Agli inizi degli anni novanta fu impegnato con la serie televisiva poliziesco-giudiziaria Law & Order, nei panni del sostituto procuratore di Manhattan Ben Stone. All'inizio del 2001 si trasferì in Canada e, nel 2006, tornò a recitare sotto la regia di Larry Cohen in Strada per la morte, episodio della serie televisiva Masters of Horror.

## Filmografia parziale

### Cinema
- La morte arriva con la valigia bianca (Hickey & Boggs), regia di Robert Culp (1972)
- Batte il tamburo lentamente (Bang the Drum Slowly), regia di John D. Hancock (1973)
- L'ultima corvé (The Last Detail), regia di Hal Ashby (1973)
- Rapporto al capo della polizia (Report to the Commissioner), regia di Milton Katselas (1975)
- I guerrieri dell'inferno (Who'll Stop the Rain), regia di Karel Reisz (1978)
- Reborn, regia di Bigas Luna (1981)
- Il serpente alato (Q), regia di Larry Cohen (1982)
- Extrasensorial (Blood Link), regia di Alberto De Martino (1985)
- Il cavaliere pallido (Pale Rider), regia di Clint Eastwood (1985)
- Stuff - Il gelato che uccide (The Stuff), regia di Larry Cohen (1985)
- Troll, regia di John Carl Buechler (1986)
- Hanoi Hilton, regia di Lionel Chetwynd (1987)
- I vampiri di Salem's Lot (A Return to Salem's Lot), regia di Larry Cohen (1987)
- Il grattacielo della morte (Dark Water), di Freddie Francis e Ken Wiederhorn  (1987)
- Baby Killer 3 (It's Alive III: Island of the Alive), regia di Larry Cohen (1987)
- Il coraggio della verità (Courage Under Fire), regia di Edward Zwick (1996)
- Shiloh, un cucciolo per amico (Shiloh), regia di Dave Rosenbloom (1996)
- Aftershock - Terremoto a New York (Earthquake in New York), regia di Terry Ingram (1998)
- Nella morsa del ragno (Along Came a Spider), regia di Lee Tamahori (2001)
- James Dean - La storia vera (James Dean), regia di Mark Rydell (2001)
- Neverwas - La favola che non c'è (Neverwas), regia di Joshua Michael Stern (2005)
- Force of Impact - Impatto mortale (Deadly Skies), regia di Sam Irvin (2005)

### Televisione
- L'estate in cui i ragazzi non c'erano (A Summer Without Boys), regia di Jeannot Szwarc – film TV (1973)
- Hockey violento (The Deadliest Season), regia di Robert Markowitz – film TV (1977)
- Olocausto (Holocaust), regia di Marvin J. Chomsky – miniserie TV (1978)
- Tradimenti (Too Far to Go), regia di Fielder Cook – film TV (1979)
- Ai confini della realtà (The Twilight Zone) – serie TV, episodio 3x12 (1988)
- Law & Order - I due volti della giustizia (Law & Order) – serie TV, 88 episodi (1990-1994)
- Masters of Horror – serie TV, episodio 1x11 (2006)
- La figlia un po' speciale di Babbo Natale (Santa Baby), regia di Ron Underwood – film TV (2006)

## Doppiatori italiani
- Gianni Giuliano ne Il cavaliere pallido, Stuff - Il gelato che uccide
- Dario Penne in Nella morsa del ragno, Woman Wanted
- Carlo Cosolo in Law & Order - I due volti della giustizia
- Massimo Giuliani in Olocausto
- Claudio Capone ne I guerrieri dell'inferno
- Mario Cordova ne I vampiri di Salem's Lot
- Bruno Alessandro ne Il coraggio della verità
- Saverio Moriones in Shiloh, un cucciolo per amico
- Maurizio Reti in James Dean - La storia vera
- Saverio Indrio in Progetto Mindstorm
- Sergio Di Giulio in Taken
- Danilo Bruni ne La voce del delitto
- Diego Reggente ne La figlia un po' speciale di Babbo Natale
- Carlo Valli in Masters of Horror
- Michele Kalamera in 4400
- Antonio Zanoletti in Olocausto (ridoppiaggio)

## Premi e riconoscimenti
- Primetime Emmy Awards
  - 1978 - Migliore attore protagonista in una miniserie o film - Olocausto